# 韦克桑地区兰维尔
韦克桑地区兰维尔（法語：Lainville-en-Vexin，法語發音：[lɛ̃vil ɑ̃ vɛksɛ̃]）是法国法蘭西島大區伊夫林省的一个市镇，属于芒特拉若利区。 

## 地理
韦克桑地区兰维尔（49°3'35"N, 1°49'0"E）面积7.67 平方千米，位于法国法蘭西島大區伊夫林省，该省份为法国北部内陆省份，北起瓦兹河谷省，西接厄尔省，西南接厄尔-卢瓦省，东南接埃松省，东临上塞纳省。
与韦克桑地区兰维尔接壤的市镇（或旧市镇、城区）包括：韦克桑地区布吕埃伊、让布维尔、蒙塔莱勒布瓦、萨伊、安库尔、阿尔蒂、阿韦尔讷、弗雷曼维尔、维迪若利维拉日。

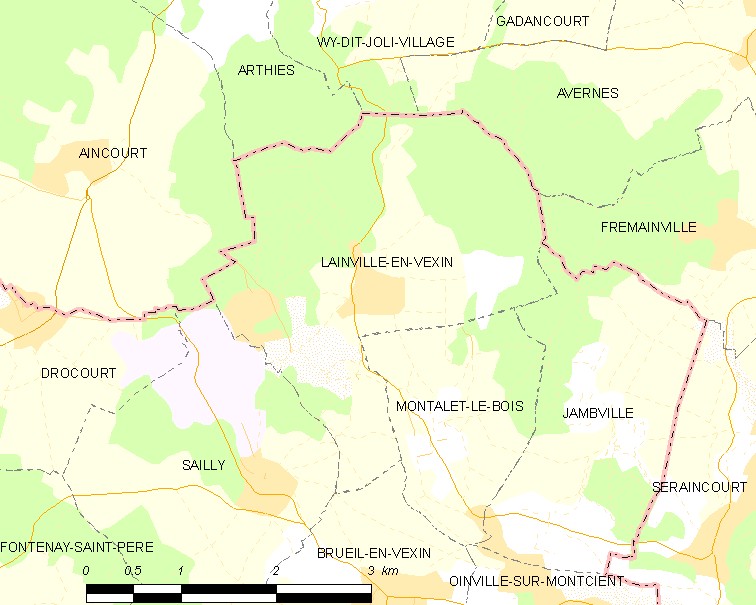
韦克桑地区兰维尔的OSM定位图

韦克桑地区兰维尔的时区为UTC+01:00、UTC+02:00（夏令时）。

## 行政
韦克桑地区兰维尔的邮政编码为78440，INSEE市镇编码为78329。

## 政治
韦克桑地区兰维尔所属的省级选区为利迈县。

## 人口

1962-2008年间韦克桑地区兰维尔人口变化图示

韦克桑地区兰维尔于2022年1月1日时的人口数量为807人。